# Kamel Al-Mousa
Kamel Al-Mousa Fallatah (La Mecca, 29 agosto 1982) è un ex calciatore saudita, di ruolo difensore.

## Biografia
Nato a La Mecca, ha altri cinque fratelli, anche loro calciatori: Rayan Al-Mousa, Redwan Al-Mousa, Moataz Al-Musa, Rabi Al-Mousa e Ahmed Al Musa.